# Olympische Sommerspiele 2016/Gewichtheben – Federgewicht (Frauen)
Das Gewichtheben der Frauen in der Klasse bis 53 kg (Federgewicht) bei den Olympischen Sommerspielen 2016 in Rio de Janeiro fand am 7. August 2016 in der zweiten Halle des Riocentro statt. Es traten 13 Sportlerinnen aus 13 Ländern an.
Der Wettbewerb bestand aus zwei Teilen: Reißen (Snatch) und Stoßen (Clean and Jerk). Die Teilnehmerinnen traten aufgrund der geringen Teilnehmerzahl nur in einer Gruppe zuerst im Reißen an, bei dem jede Athletin drei Versuche hatten. Wer ohne gültigen Versuch blieb, schied aus. Im Stoßen hatte wieder jede Starterin drei Versuche. Die Sportlerin mit dem höchsten zusammenaddierten Gewicht gewann. Im Falle eines Gleichstandes gab das geringere Körpergewicht den Ausschlag.

## Titelträger
| Weltmeisterin   | Reißen    | Chen Xiaoting | 101 kg | WM 2015 in Houston |
| Weltmeisterin   | Stoßen    | Hsu Shu-ching | 125 kg | WM 2015 in Houston |
| Weltmeisterin   | Zweikampf | Hsu Shu-ching | 221 kg | WM 2015 in Houston |
| Olympiasiegerin | Zweikampf | Hsu Shu-ching | 219 kg | 2012 in London     |

## Rekorde

### Bestehende Rekorde
| Weltrekord         | Reißen    | Li Ping               | 103 kg | Guangzhou, Volksrepublik China | 14. November 2010  |
| Weltrekord         | Stoßen    | Sülfija Tschinschanlo | 134 kg | Almaty, Kasachstan             | 10. November 2014  |
| Weltrekord         | Zweikampf | Hsu Shu-ching         | 233 kg | Incheon, Südkorea              | 21. September 2014 |
| Olympischer Rekord | Reißen    | Li Ping               | 100 kg | Sydney, Australien             | 18. September 2000 |
| Olympischer Rekord | Stoßen    | Sülfija Tschinschanlo | 131 kg | London, Großbritannien         | 27. Juli 2012      |
| Olympischer Rekord | Zweikampf | Sülfija Tschinschanlo | 226 kg | London, Großbritannien         | 27. Juli 2012      |

### Neue Rekorde
| Olympischer Rekord | Reißen | Li Yajun | 101 kg | Rio de Janeiro, Brasilien | 7. August 2016 |

## Zeitplan
- Gruppe B: 7. August 2016, 12:30 Uhr (Ortszeit)
- Gruppe A: 7. August 2016, 15:30 Uhr (Ortszeit)

## Endergebnis
| Rang | Athletin         | Nation            | Gr. | Kgw.  | Reißen (kg) | Reißen (kg) | Reißen (kg) | Reißen (kg) | Stoßen (kg) | Stoßen (kg) | Stoßen (kg) | Stoßen (kg) | Zweikampf |
| Rang | Athletin         | Nation            | Gr. | Kgw.  | 1           | 2           | 3           | Gesamt      | 1           | 2           | 3           | Gesamt      | Zweikampf |
| ---- | ---------------- | ----------------- | --- | ----- | ----------- | ----------- | ----------- | ----------- | ----------- | ----------- | ----------- | ----------- | --------- |
| 1    | Hsu Shu-ching    | Chinesisch Taipeh | A   | 52,60 | 92          | 96          | 100         | 100         | 112         | 126         |             | 112         | 212       |
| 2    | Hidilyn Diaz     | Philippinen       | A   | 52,61 | 88          | 88          | 91          | 88          | 111         | 112         | 117         | 112         | 200       |
| 3    | Yoon Jin-hee     | Südkorea          | A   | 52,59 | 88          | 90          | 90          | 88          | 110         | 110         | 111         | 111         | 199       |
| 4    | Rebeka Koha      | Lettland          | A   | 52,11 | 87          | 87          | 90          | 90          | 103         | 107         | 110         | 107         | 197       |
| 5    | Rosane Santos    | Brasilien         | A   | 52,57 | 85          | 90          | 90          | 90          | 103         | 107         | 108         | 103         | 193       |
| 6    | Kanae Yagi       | Japan             | B   | 52,39 | 81          | 81          | 81          | 81          | 101         | 101         | 105         | 105         | 186       |
| 7    | Dewi Safitri     | Indonesien        | A   | 52,78 | 80          | 80          | 80          | 80          | 105         | 105         | 108         | 105         | 185       |
| 8    | Evagjelia Veli   | Albanien          | B   | 51,58 | 68          | 72          | 75          | 75          | 88          | 90          | 96          | 90          | 165       |
| 9    | Lely Burgos      | Puerto Rico       | B   | 49,53 | 67          | 70          | 72          | 72          | 85          | 88          | 90          | 90          | 162       |
| 10   | Scarleth Mercado | Nicaragua         | B   | 52,85 | 62          | 66          | 68          | 66          | 83          | 86          | 89          | 89          | 155       |
| 11   | Fiorella Cueva   | Peru              | B   | 48,32 | 62          | 65          | 67          | 65          | 85          | 88          | 90          | 88          | 153       |
| 12   | Sofía Rito       | Uruguay           | B   | 51,74 | 64          | 64          | 67          | 64          | 82          | 82          | 88          | 82          | 146       |
| —    | Li Yajun         | China             | A   | 52,50 | 98          | 101         | 104         | 101         | 123         | 126         | 126         | —           | —         |